# Ucieczka (powieść Jamesa Clavella)
Ucieczka – powieść napisana przez Jamesa Clavella. Jest to skrócona wersja powieści Whirlwind. Okrojono ją do wątku pary bohaterów uciekających z Iranu podczas rewolucji Chomeiniego. Sam autor żartobliwie zadedykował ją tym, którzy skarżyli się na wagę jego poprzednich książek.